# Biserica Cuvioasa Paraschiva din Ighiu
Biserica Cuvioasa Paraschiva din Ighiu este un monument istoric aflat pe teritoriul satului Ighiu, comuna Ighiu. În Repertoriul Arheologic Național, monumentul apare cu codul 4936.02.